# Talladega Superspeedway

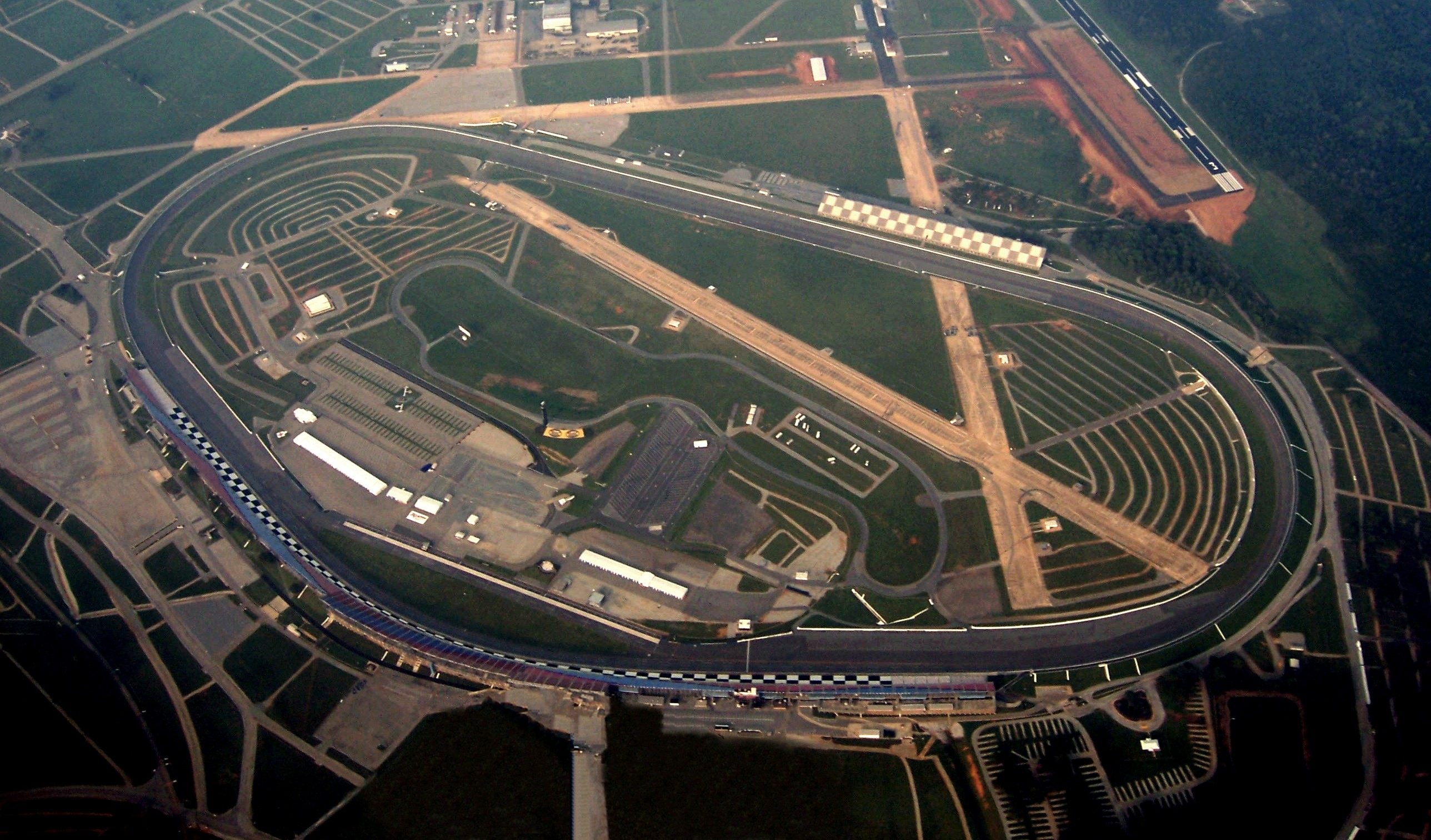
Flygfoto över Talladega Superspeedway.

Talladega Superspeedway, tidigare Alabama International Motor Speedway, är en motorsportsbana i Talladega, Alabama, USA. Det är den största och snabbaste banan i Nascar. Banan används i serien två gånger varje år.
Den byggdes på 1960-talet på en övergiven flygplats. Banan är 2,66 miles (4,28 km) lång, vilket gör den till den största ovalbanan i Nascar Cup Series, och den har platser för över 175 000 åskådare. Start/mål-linjen är placerad efter depåns slut. Den ovanliga placeringen har påverkat ett antal lopps utgångar. (Start/mål linjen brukar normalt placeras i mitten av depån.) Banan kan ses från Motorväg 20.
Vid två tillfällen, 1986 och 1996, har Saab satt hastighetsrekord med standardbilar på banan. Se Saab Talladega.